# Sindrome da deficit di adesione leucocitaria
La sindrome da deficit di adesione leucocitaria  o LAD (Leukocyte Adhesion Deficiency) è un gruppo di malattie a trasmissione autosomica recessiva causate da difetti a carico di molecole di adesione leucocitarie ed endoteliali che causano immunodeficienza.

## Eziologia
Le cause di tale sindrome sono mutazioni a carico di diversi geni che codificano per diverse melecole di adesione. In base al tipo di mutazione si distinguono:
LAD-1: mutazione a carico del geni che codifica per CD18, causando ridotto "rolling" e ridotta migrazione leucocitaria;
LAD-2: mutazione a carico del gene che codifica per il trasportatore GDP-fucosio necessario alla sintesi del sialil-Lewis X, carboidrati sialilati che interagiscono con le E-selectine e P-selectine endoteliali, causando ridotto "rolling" e ridotta migrazione leucocitaria.
LAD-3: mutazione in RASGRP2 e FERMT3, che porta ad assenza totale di Kindlina 3, fattore implicato nell'attivazione delle integrine, soprattutto β2 e β3, oltre che nel favorire l'aggregazione piastrinica (i pazienti presentano problemi relativi al sanguinamento).

## Epidemiologia
Non sono molti i casi di tale sindrome riscontrati in campo medico, nel mondo sono stati rilevati solo poche centinaia di manifestazioni. Se in famiglia si è riscontrato un caso, gli altri componenti diventano soggetti a rischio, poiché la sindrome ha trasmissione genetica.

## Sintomatologia
Evidenti fattori di rischio di tale sindrome sono infiammazione, infezioni ricorrenti da piogeni, polmonite, ritardata separazione dell'individuo dal cordone ombelicale e lenta coagulazione del sangue a seguito di ferite causate da un deficit di adesione cellulare nel soggetto.

## Terapie
Una volta individuato un caso la terapia con cui viene trattata è il trapianto del midollo osseo, anche se si stanno studiando terapie genetiche.